# Calamaria griswoldi
Calamaria griswoldi — вид змій родини полозових (Colubridae). Ендемік Малайзії.

## Поширення і екологія
Calamaria griswoldi відомі з кількох місцевостей, розташованих в штатах Сабах і Саравак на Калімантані, зокрема на горі Кінабалу. Вони живуть у вологих гірських тропічних лісах, серед опалого листя, на висоті від 1000 до 1500 м над рівнем моря. Відкладають яйця.